# Ева Черновіцкі
Ева Черновіцкі (угор. Csernoviczki Éva, 16 жовтня 1986) — угорська дзюдоїстка, олімпійська медалістка.

## Виступи на Олімпіадах
| Олімпіада           | Дисципліна         | Місце   |
| ------------------- | ------------------ | ------- |
| Пекін 2008          | надлегка категорія | =7      |
| Лондон 2012         | надлегка категорія | =3      |
| Ріо 2016            | надлегка категорія | =7      |
| Ріо-де-Жанейро 2020 | надлегка категорія | 2 раунд |